# イヤー・オブ・ザ・ホース
『イヤー・オブ・ザ・ホース』（Year of the Horse）は、ジム・ジャームッシュ監督による1997年のアメリカのドキュメンタリー映画で、ニール・ヤングとクレイジー・ホースの1996年のツアーを追ったもの。1997年にはニール・ヤング＆クレイジー・ホースによるライヴ・アルバムもリリースされた。映画とは異なるトラックリストが収録されている。

## 出演
- ニール・ヤング
- フランク・"ポンチョ"・サンペドロ
- ビリー・タルボット
- ラルフ・モリーナ

## Release
この映画は1997年5月8日、サンフランシスコ国際映画祭でワールドプレミア上映された。米国では1997年10月8日に公開された。

## 評価
批評サイトRotten Tomatoesでは、25の批評に基づく支持率は48％、加重平均評価は5.2/10である。同サイトの批評家のコンセンサスは、「Year of the Horseは、ニール・ヤングやジム・ジャームッシュの筋金入りのファンには一見の価値があるかもしれないが、それ以外のほとんどの観客の忍耐力を試すことになるだろう 」と書かれている。ロジャー・イーバートは1997年最悪の映画として『イヤー・オブ・ザ・ホース』を選出した。メタクリティックでは、14人の批評家による加重平均スコアが100点満点中58点。